# Antropologia criminal
L'antropologia criminal és una branca de la criminologia que estudia els factors antropològics amb relació a l'activitat criminal.
Sota la concepció del positivisme biològic, el criminal era considerat en termes absoluts com un ésser anormal, que patia una desviació de base biològica que conduïa a una regressió a estats primitius de l'ésser humà i que es podia catalogar com una patologia. Els components d'aquest paradigma s'articulaven en la seqüència bio-psico-social; on el component biològic, era el més important, i el component social molt poques vegades es tenia en compte. Sota aquesta concepció l'italià Cesare Lombroso, considerat figura capital de l'antropologia criminal, defineix al delinqüent com una subespècie del gènere humà, essent identificable per una sèrie de característiques fisiològiques i somàtiques. En la seva obra L'uomo delinquente (1876) donà una definició del criminal nat.
La idea del criminal nat, identificat per la constitució física, especialment per la configuració del crani, el cervell i la cara, és una visió exclusivista i unilateral del fenomen criminal i no té en consideració altres factors antropològics com ara els somàtics, psicològics i socials.
Malgrat les seves mancances l'antropologia criminal de Lombroso suposà una revolució a nivell metodològic important: es fonamenta en dades obtingudes d'una manera sistemàtica dels criminals i en palesar una determinada correlació entre l'element somàtic i el psíquic, a més d'haver contribuït a perfilar una tipologia humana relacionada amb el fenomen delictiu.
Seguint aquest corrent també trobem els treballs de l'italià Di Tullio, el qual considerà la predisposició al delicte com a conseqüència d'una determinada constitució delinqüencial, amb factors hereditaris i neuropsicopàtics. D'altres autors han posat un èmfasi especial en determinats factors, com l'endocrí (Pende), o l'hereditari (Lange).

Amb el sorgiment de noves concepcions teòriques i la relació de diferents disciplines entre si, es va començar a prefigurar una concepció de caràcter relativista basada ja més en el social que en el biològic. Aquestes concepcions signifiquen una ruptura amb el paradigma bio-psico-social i una reformulació de la idea de delicte des d'una òptica relativista. A més, remarca la concepció que, si bé el delicte pot ser una conducta no desitjable en el si d'alguna societat, és un fet perfectament normal en la vida de qualsevol grup: 
| «                                              | Els crims i els criminals són producte de la societat, i alhora, instruments i víctimes de la mateixa societat. […] Un crim és el que la societat tria definir com a tal. Una cosa que pot ser considerat com un crim en una societat pot no ser-ho en una altra. […] D'aquí que la societat sigui la que defineix el criminal i no el criminal que es defineix a si mateix. I suggereixo aquí que gairebé invariablement la societat és la que fa el criminal perquè els criminals, en realitat, es tornen a tals, no neixen així. | » |
| — Montagu, Ashley, "El hombre observado", p.71 | |   |

Malgrat el rebuig general de les teories de Lombroso, certs aspectes de la criminologia antropològica encara tenen aplicació en els moderns perfils criminals. Històricament (sobretot en la dècada de 1930) l'antropologia criminal s'ha associat tant amb l'eugenèsia com la idea d'un defecte fisiològic en la raça humana s'associa sovint amb els plans per eliminar aquest tipus de defecte.
l'antropologia criminal, mitjançant estudis fisonòmics, també és present en els estudis de la psicologia social i psicologia forense. Les teories de Lombroso es troben també en els estudis de la resposta galvànica de la pell i la síndrome del superhome (cromosoma XYY).

## Obres citades
- Montagu, Ashley. El hombre observado: ensayo.  Caracas: Monte Ávila, 1970.